# Krašovec
Krašovec je priimek več znanih Slovencev:
- Aleksandra Krašovec, prevajalka
- Alenka Krašovec (*1970), politologinja, prof. FDV
- Fran Krašovec (1892—1969), fotograf
- France Krašovec tudi Franjo Krašovec (1883—1948), gospodarstvenik in publicist
- Iko Krašovec, ljubiteljski naravoslovni fotograf
- Jože Krašovec (*1944), teolog, biblicist, filolog, prevajalec, filozof, univerzitetni profesor, akademik
- Jure Krašovec (1928–2014), novinar, urednik, folklorist, domoznanec
- Marija Us Krašovec (*1931), medicinka citopatologinja
- Marko Krašovec, jamar, podvodni snemalec
- Mateja Krašovec Pogorelčnik, oblikovalka
- Metka Krašovec (1941–2018), slikarka in grafičarka, profesorica ALU,  izr. članica SAZU
- Mirko Krašovec (*1947), ekonom mariborske (nad)škofije
- Primož Krašovec (*1979), sociolog in publicist
- Robert Krašovec (*1965), veslač
- Sabina Jelenc Krašovec (1968–2020), pedagoginja, andragoginja
- Stane Krašovec (1905–1991), ekonomist, univ. profesor, prevajalec, akademik
- Tone Krašovec (1937–2024), novinar, menedžer, ekonomist, gospodarstvenik, pesnik
- Vekoslava Krašovec (*1950), političarka
- Zlata Krašovec, novinarka, publicistka